# 2,5-difenilossazolo
Il 2,5-difenilossazolo (o PPO) è un composto eterociclico derivato dell'ossazolo.
A temperatura ambiente si presenta come un solido bianco inodore.